# جین اروین هریسون
جین اروین هریسون (انگلیسی: Jane Irwin Harrison؛ ‏ ۲۳ ژوئیهٔ ۱۸۰۴ – ۱۱ مه ۱۸۴۷) بانوی اول ایالات متحده آمریکا بود که از ۴ مارس تا ۴ آوریل ۱۸۴۱، در دوران ریاست جمهوری پدر همسرش ویلیام هنری هریسون در این نقش خدمت کرد. او این موقعیت را به عنوان جانشین همسر رئیس‌جمهور، آنا هریسون که قادر به سفر به کاخ سفید نبود کسب کرد. هریسون تنها سی روز به عنوان بانوی اول ایالات متحده آمریکا نقش آفرینی کرد، زیرا رئیس‌جمهور آمریکا پس از این مدت و در حین دوران خدمت درگذشت. او علاوه بر اینکه عروس رئیس‌جمهور ویلیام هنری هریسون بود، هم خاله و هم عمه سببی رئیس‌جمهور بنجامین هریسون بود.

## اوایل زندگی
جین اروین در ۲۳ ژوئیه ۱۸۰۴ میلادی در عمارت مجلل سنگ‌آهکی خانوادگی‌شان در مرسرزبورگ، شهرستان فرانکلین، پنسیلوانیا به دنیا آمد. او نتیجهٔ جیمز رمزی، صاحب مزرعه میلمونت در شهرک مونتگومری، در ایالت پنسیلوانیا بود. پدرش آرچیبالد اروین جونیور آسیابان و مادرش مری رمزی اروین دختر یک آسیابان بود. او یک خواهر به نام الیزابت و سه برادر به نام‌های جیمز، جان و آرچیبالد داشت. پدرش بعداً زن دیگری به نام سیدنی گراب گرفت. از این ازدواج، جین هفت خواهر و برادر ناتنی به دست آورد: جوزف، ویلیام، مری، نانسی، لوئیزا، سارا و سیدنی.
در حالی که اروین و خواهرش در شهر کوچک نورث بند در اوهایو برای دیدن عمه خود حضور داشتند، با خانواده هریسون آشنا شدند. ایروین در ۱۸ فوریه ۱۸۲۴ با ویلیام هنری هریسون جونیور ازدواج کرد. جین هریسون دو پسر به دنیا آورد: جیمز و ویلیام. این ازدواج، پیوندی دشوار بود، زیرا شوهرش از الکلیسم و اختلال قماربازی رنج می‌برد. شوهرش در سال ۱۸۳۸ درگذشت و دو سال بعد در ۱۸۴۰ میلادی، پدرشوهرش ویلیام هنری هریسون به عنوان رئیس‌جمهور ایالات متحده آمریکا انتخاب شد.

## مهماندار کاخ سفید
زمانی که ویلیام هنری هریسون رئیس‌جمهور ایالات متحده آمریکا شد، آنا هریسون همان موقع به واشینگتن، دی.سی. نرفت، در عوض منتظر ماند تا با توجه به وضعیت نامناسب سلامتی‌اش، وضعیت آب و هوا برای سفرش مناسب‌تر شود. ویلیام هنری هریسون، به جای او، جین هریسون را به عنوان میزبان و مهماندار رسمی کاخ سفید - نقش سنتی بانوی اول ایالات متحده - منصوب کرد. او با رئیس‌جمهور منتخب به واشینگتن، دی.سی. سفر کرد. عمه پدری او جین فایندلی همراه آنها بود. جین هریسون از عمه خود خواسته بود که به عنوان مشاور اجتماعی به آنها بپیوندد، زیرا فیندلی قبلاً به عنوان همسر یک نماینده کنگره در واشینگتن، دی.سی. زندگی و خدمت کرده بود.
خانوادهٔ هریسون در ابتدا قصد داشتند آنا هریسون را در بهار سال بعد به واشینگتن، دی.سی. برسانند تا به عنوان بانوی اول خدمت کند که در این مرحله جین احتمالاً به نقش یک دستیار مهماندار تنزل می‌یافت. اما این تصمیم هرگز محقق نشد، زیرا دوره تصدی هریسون به عنوان بازیگر بانوی اول به‌طور ناگهانی با مرگ رئیس‌جمهور هریسون، تنها سی روز پس از تحلیف او به پایان رسید. به دلیل ماهیت کوتاه مدت تصدیِ پدرشوهرش به عنوان رئیس‌جمهور آمریکا، او تنها دو رویداد اجتماعی را در کاخ سفید میزبانی کرد.

## مرگ و میراث
پس از بازگشت به نورث بِند، هریسون با لوئیس وایتمن بیوه ازدواج کرد. او چند سال بعد بر اثر سل درگذشت.بر اساس نشانگر سنگ قبر، او در ۱۱ مه ۱۸۴۷ درگذشته است.
در طول این دوره از تاریخ آمریکا، برای زنان جوان‌تر معمول بود که به‌عنوان «بانوی اول جانشین» خدمت کنند و هریسون یکی از بسیاری از زنانی بود که به‌جای همسر رئیس‌جمهور به عنوان میزبان موقت کاخ سفید خدمت کرد. کارل اسفرازا آنتونی هریسون را با اشاره به مدت کوتاه تصدی، کم‌تأثیرگذارترین بانوی موقت نخست ایالات متحده آمریکا توصیف کرد. بسیاری از جزئیات دوران تصدی او از بین رفته است، زیرا او هیچ سابقه مکتوبی از تجربیات خود به عنوان بانوی اول باقی نگذاشته است. عمه او، جین فایندلی، گاهی به اشتباه به عنوان بازیگر پشت‌صحنهٔ نقش بانوی اول شناخته می‌شود، زیرا او به جین اروین هریسون در کاخ سفید کمک کرده بود.
خواهر هریسون الیزابت رمزی اروین در سال ۱۸۳۱ با «جان اسکات هریسون» پسر ویلیام هنری هریسون ازدواج کرد و پسر آنها بنجامین هریسون بعدها رئیس‌جمهور ایالات متحده آمریکا شد. از آنجایی که بنجامین پسر خواهر و برادر شوهرش بود، هریسون با ازدواج رئیس‌جمهور آینده، هم خاله و هم عمه شد.